# Mytingstjärnen, Hälsingland
Mytingstjärnen är en sjö i Bollnäs kommun i Hälsingland och ingår i Ljusnans huvudavrinningsområde.